# Yarepotamon breviflagellum
Yarepotamon breviflagellum е вид десетоного от семейство Potamidae.

## Разпространение
Видът е разпространен в Китай (Гуандун).